# Station Caesarea-Pardes Hanna
Station Caesarea-Pardes Hanna (Hebreeuws: תחנת הרכבת קיסריה-פרדס חנה Taḥanat HaRakevet Keisariya-Pardes Ḥana) is een treinstation in de Israëlische plaats Pardes Hanna-Karkur.
Het is een station op het traject Binyamina-Ashkelon en werd geopend in 2001.
Het station ligt aan de straat Derech HaRakevet.

## Faciliteiten
- Telefooncel
- Loket
- Parkeerplaats
- Toiletten

| Eindbestemming | Vorig station | Lijn               | Volgend station | Eindbestemming |
| -------------- | ------------- | ------------------ | --------------- | -------------- |
| Binyamina      | Binyamina     | Binyamina-Ashkelon | Hadera-Ma'arav  | Ashkelon       |